# Mémorial de la Légion d'honneur
Le mémorial de la Légion d'honneur, aussi appelé stèle de la Légion d'honneur, pierre Napoléon et plus rarement pierre napoléone, est un monument en forme de pyramide rappelant la position exacte du trône de Napoléon Ier au jour du 16 août 1804, lorsque l'empereur distribue pour la première fois au camp de Boulogne les croix de la Légion d'honneur aux soldats de la Grande Armée. 

## Historique et description

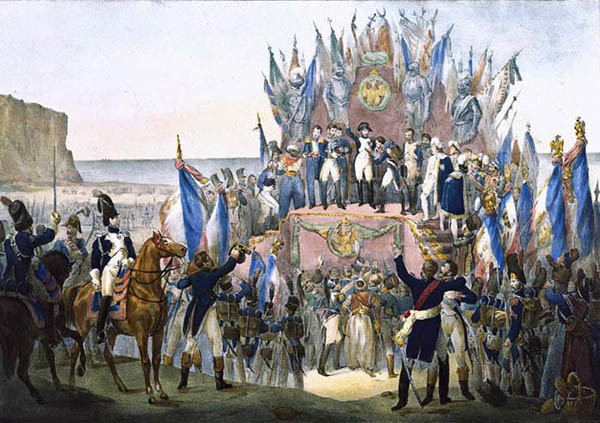
« Première distribution de la Légion d'honneur au camp de Boulogne, le 16 août 1804 », par Victor-Jean Adam.

La première pierre est élevée par la société d'agriculture et des arts de Boulogne-sur-Mer et son inauguration a eu lieu le 3 décembre 1809. Il s'agissait alors d'une simple plaque de marbre scellée sur un massif de maçonnerie. 
Vandalisée en 1815 par des ultraroyalistes, elle est remise en état et de nouveau inaugurée le 24 octobre 1830.
En 1856, à la demande de l'empereur Napoléon III, elle est reconstruite sous forme d'une courte pyramide posée sur un socle en pierre reposant lui-même sur un large soubassement.
Par arrêté du 2 avril 1943, le monument est classé au titre des monuments historiques.
La stèle est gravée sur les quatre faces:
- au sud : inscription Emplacement du trône de Napoléon I pour la distribution des croix de la Légion d'honneur le XVI AOUT M.DCCC.IV
- au nord : le texte précédent en latin
- à l'est : une Croix de la Légion d'honneur
- à l'ouest : Une gravure représente la disposition des troupes autour du trône de l'Empereur pendant la cérémonie, au pied de laquelle a été déposée une plaque en souvenir du bi-centenaire de la cérémonie.